# Echt niet OK
Echt niet OK! is een televisieprogramma op de Belgische zender Eén, gepresenteerd door Cath Luyten en Tom Waes. Het ging eind 2015 van start.
Het programma is gebaseerd op een format ontwikkeld door FLX TV.

## Acteurs
| David Dermez          | Maarten Goffin         | Peter Van den Eede |
| David Galle           | Daphne Wellens         | Pieter Embrechts   |
| Frances Lefebure      | Rik Verheye            | Hilde Uitterlinden |
| Günther Lesage        | Robrecht Vanden Thoren | Elke Dom           |
| Kristine Van Pellicom | Laurence Roothooft     | Charles Cornette   |
| Kevin Bellemans       | Lucas Van den Eynde    | Hilde Heijnen      |
| Ianka Fleerackers     | Maya Albert            | Ini Massez         |

## Afleveringen
| Afl. | Onderwerp               |
| ---- | ----------------------- |
| 1    | Het lichaam             |
| 2    | Eindejaarsfeesten       |
| 3    | Nieuwe en sociale media |
| 4    | Geld                    |
| 5    | Seks en relaties        |
| 6    | Onderweg                |
| 7    | Op het werk             |
| 8    | Kinderen                |
| 9    | Eten en drinken         |
| 10   | Compilatieaflevering    |